# Louis-Guillaume Otto

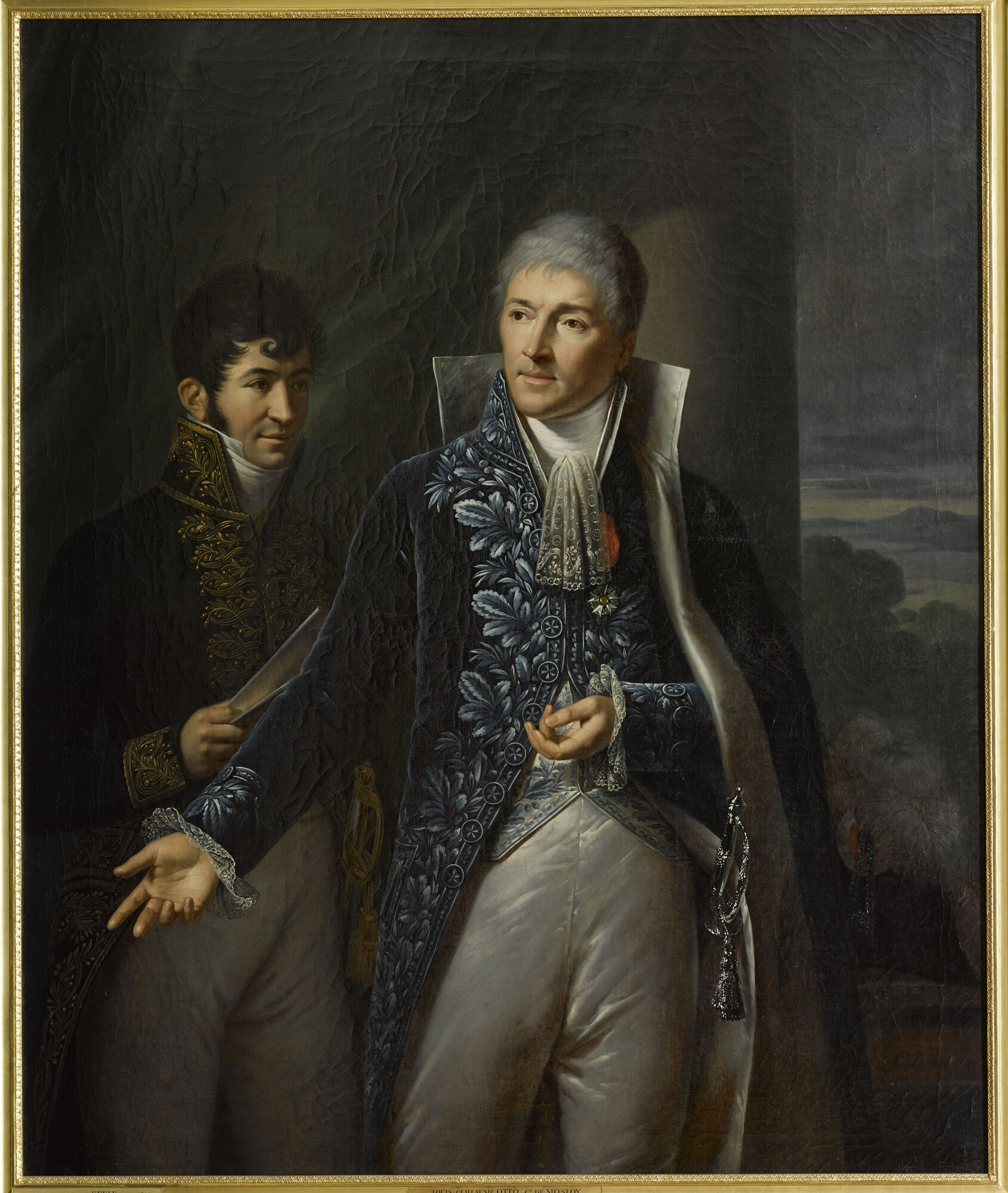
Louis-Guillaume Otto (Mitte) mit Jean Pelet (Johann Baptist Seele, 1809)

Louis-Guillaume Otto (* 7. August 1754 in Kork; † 9. November 1817 in Paris) war ein badisch-französischer Diplomat.

## Leben
Ottos Großvater war einer der Kanzler der Landgrafschaft Hessen-Darmstadt.
Otto war französischer Botschafter in den Vereinigten Staaten, später auch im Vereinigten Königreich und in Preußen. 1802 trug er maßgeblich den Verhandlungen zum Friede von Amiens bei. Von 1803 bis 1809 war er Botschafter im Königreich Bayern. In dieser Rolle überzeugte er Bayern von einer Allianz mit Frankreich im Dritten Koalitionskrieg und diente dem bayerischen König Maximilian I. Joseph als Berater. Von 1811 bis 1813 war Otto Botschafter im Kaisertum Österreich. Nach dem Sturz Napoleons 1815, der ihn 1809 den Titel Comte de Mosloy verliehen hatte, zog er sich aus dem öffentlichen Leben zurück. Zwei Jahre später verstarb er.